# Stephen Silas
Pour les articles homonymes, voir Silas.
Stephen Silas, né le 6 août 1973, est un entraîneur américain de basket-ball. Il est le fils du joueur et entraîneur, Paul Silas.

## Carrière d'entraîneur
Silas commence tout d'abord en tant que recruteur des Hornets de Charlotte puis passe trois saisons comme entraîneur adjoint, avant de se joindre aux Cavaliers de Cleveland. Il est ensuite recruteur pour les Wizards de Washington pendant la saison 2005-2006, après avoir passé cinq saisons dans le staff technique de son père, Paul Silas, avec les Cavaliers et les Hornets. Silas est entraîneur adjoint des Cavaliers de 2003 à 2005, où il a travaillé avec LeBron James et fut responsable du travail individuel, du développement des joueurs, de la préparation des matchs, des visites d’avant-match ainsi que la gestion et le développement de la technologie et des systèmes de dépistage de la NBA pour le staff technique.
Il a passé cinq ans au poste d'entraîneur adjoint chez les Warriors de Golden State. Il est entraîneur adjoint et recruteur en NBA depuis plus de 10 ans. Il a également travaillé pour Don Nelson. Avec les Warriors, Silas s’est concentré sur le développement des joueurs, ainsi que sur la préparation et la gestion des stratégies offensives et défensives de l’équipe. Il a également occupé le poste d'entraîneur en chef pour les Warriors lors de la NBA Summer League.
En 2010, il se joint aux Bobcats de Charlotte après que son père oit devenu entraîneur en chef intérimaire de l’équipe. À la fin de la saison 2016, Silas est considéré comme un prétendant au poste d'entraîneur pour les Rockets de Houston, puisqu'il possède plus de 14 ans d’expérience comme entraîneur adjoint et plus de 16 ans d’expérience en NBA. Néanmoins, ce poste revient à Mike D'Antoni.
Le 4 décembre 2017, Silas remplace l’entraîneur en chef des Hornets, lorsque Steve Clifford tombe malade et continue de le faire jusqu’à ce que Clifford revienne le 16 janvier 2018.
Il rejoint les Mavericks de Dallas en 2018, dans le staff technique de Rick Carlisle, pour prendre en charge les stratégies offensives de l'équipe.
Il devient l'entraîneur principal des Rockets de Houston, le 28 octobre 2020.
Stephen Silas quitte son poste d'entraîneur à l'issue de la saison régulière 2022-2023.
En juin 2023, Silas est recruté par les Pistons de Détroit comme adjoint de l'entraîneur Monty Williams.

## Statistiques
| Équipe  | Année     | Saison régulière | Saison régulière | Saison régulière | Saison régulière | Saison régulière         | Playoffs | Playoffs  | Playoffs | Playoffs | Playoffs        |
| Équipe  | Année     | Matchs           | Victoires        | Défaites         | %                | Classement               | Matchs   | Victoires | Défaites | %        | Résultat        |
| ------- | --------- | ---------------- | ---------------- | ---------------- | ---------------- | ------------------------ | -------- | --------- | -------- | -------- | --------------- |
| Houston | 2020-2021 | 72               | 17               | 55               | 23,6             | 5e en division Sud-Ouest | -        | -         | -        | -        | Pas de playoffs |
| Houston | 2021-2022 | 82               | 20               | 62               | 23,6             | 5e en division Sud-Ouest | -        | -         | -        | -        | Pas de playoffs |
| Houston | 2022-2023 | 82               | 22               | 60               | 26,8             | 4e en division Sud-Ouest | -        | -         | -        | -        | Pas de playoffs |
| Total   | Total     | 236              | 59               | 177              | 25,0             |                          | -        | -         | -        | -        |                 |